# 浦上四番崩れ
浦上四番崩れ（うらかみよばんくずれ）は、現在の長崎市の浦上地区で江戸時代末期から明治時代初期にかけて起きた大規模な隠れキリシタン（キリスト教徒。当時のキリスト教は禁教であり犯罪行為であった）の摘発事件である。長崎で江戸時代中期から4度にわたって発生したキリシタン弾圧事件浦上崩れの4度目。

## 概要
1867年（慶応3年）、隠れキリシタンとして信仰を守り続け、キリスト教信仰を表明した浦上村の村民たちが江戸幕府の指令により、大量に捕縛されて拷問を受けた。間もなく江戸幕府は瓦解するが、幕府のキリスト教禁止政策を引き継いだ明治政府の手によって村民たちは流罪とされた。
このことはキリスト教信仰の盛んな諸国から激しい非難を受けた。この頃、別件で政府使節として欧米へ赴いた遣欧使節団一行が、キリシタン弾圧が、江戸末期に締結された西洋諸国との不平等条約を改正するのに、障害となっていると判断し、その旨本国に打電通達した。これにより1873年（明治6年）にキリシタン禁制は廃止され、1614年（慶長19年）の全面禁教以来259年振りに、日本でキリスト教信仰が解禁されることになった。

## 経過
江戸幕府はキリスト教禁止を国策とし、全国でキリスト教宣教師・信徒を徹底的に捕縛、仏教へ強制改宗させ、改宗しないものは処刑する政策をとった。もともと長崎はカトリック教会とゆかりがあり、信徒たちが多く暮らしていたが、禁教令をうけた信徒たちは隠れキリシタンとしてひそかに信仰を守り、次代へ受け継いでいくことになった。そんな長崎の隠れキリシタンたちの間には、江戸時代の初期に幕府に捕らえられて殉教したバスチャンなる伝道士の予言が伝えられていた。それは「七代耐え忍べば、再びローマからパードレ（司祭）がやってくる」というものであった。

### 発端
1864年（元治元年）、日仏修好通商条約に基づき、居留するフランス人のため長崎の南山手居留地内にカトリック教会の大浦天主堂が建てられた。主任司祭であったパリ外国宣教会のベルナール・プティジャン神父は信徒が隠れているのではないかという密かな期待を抱いていた。そこへ1865年4月12日（元治2年3月17日）、浦上村の住民数名が訪れた。その中の1人でイザベリナと呼ばれた「ゆり（後に杉本姓）」という当時52歳の女性がプティジャン神父に近づき、「ワレラノムネ（宗）アナタノムネトオナジ」（私たちはキリスト教を信じています）「サンタ・マリアの御像はどこ？」とささやいた。神父は驚愕した。これが世にいう「信徒発見」である。彼らは聖母マリアの像を見て喜び、祈りをささげた。神父は彼らが口伝で伝えた典礼暦を元に「カナシミセツ」（四旬節）を守っていることを聞いて再び驚いた。以後、浦上のみならず、外海、五島、天草、筑後今村などに住む信徒たちの指導者が続々と神父の元を訪れて指導を願った。神父はひそかに彼らを指導し、彼らは村に帰って神父の教えを広めた。
しかし、2年後の1867年（慶応3年）、浦上村の信徒たちが仏式の葬儀を拒否したことで信徒の存在が明るみに出た。この件は庄屋によって長崎奉行に届けられた。信徒代表として奉行所に呼び出された高木仙右衛門らははっきりとキリスト教信仰を表明したが、逆に戸惑った長崎奉行はいったん彼らを村に返した。その後、長崎奉行の報告を受けた幕府は密偵に命じて浦上の信徒組織を調査し、7月14日（6月13日）の深夜、秘密の教会堂を幕吏が急襲したのを皮切りに、高木仙右衛門ら信徒ら68人が一斉に捕縛された。捕縛される際、信徒たちはひざまずいて両手を出し、「縄をかけて下さい」と述べたため、抵抗を予想していた捕手側も、信徒側の落ち着き様に怯んだと伝えられている。捕縛された信徒たちは激しい拷問を受けた。
翌日、事件を聞いたプロイセン公使とフランス領事、さらにポルトガル公使、アメリカ公使も長崎奉行に対し、人道に外れる行いであると即座に抗議を行った。9月21日（8月24日）には正式な抗議を申し入れたフランス公使レオン・ロッシュと将軍徳川慶喜が大坂城で面会し、事件についての話し合いが行われた。

### 流配
江戸幕府が瓦解すると、1868年3月7日（慶応4年2月14日）、参与であった澤宣嘉が長崎裁判所総督兼任を命じられ、外国事務係となった井上馨、また参議となった松方正義が共に長崎に着任した。4月7日（3月15日）に示された「五榜の掲示」の第3条で再びキリスト教の禁止が確認されると、沢と井上は問題となっていた浦上の信徒たちを呼び出して説得したが、彼らには改宗の意思がないことがわかった。沢と井上から「中心人物の処刑と一般信徒の流罪」という厳罰の提案を受けた政府では5月17日（4月25日）に大阪で御前会議を開いてこれを討議、諸外国公使からの抗議が行われている現状を考慮するよう外交担当の小松清廉が主張し「信徒の流罪」が決定した。この決定に対し、翌日の外国公使との交渉の席でさらに激しい抗議が行われ、英国公使パークスらと大隈重信ら政府代表者たちは6時間にもわたって浦上の信徒問題を議論することになった（『隈公閑話』）。
6月7日（閏4月17日）、太政官達が示され、捕縛された信徒の流罪が示された。7月9日（5月20日）、木戸孝允が長崎を訪れて処分を協議し、信徒の中心人物114名を津和野、萩、福山へ移送することを決定した。以降、1870年（明治3年）まで続々と長崎の信徒たちは捕縛されて流罪に処された。彼らは流刑先で数多くの拷問・私刑を加えられ続けたが、それは水責め、雪責め、氷責め、火責め、飢餓拷問、箱詰め、磔、親の前でその子供を拷問するなど、その過酷さと陰惨さ・残虐さは旧幕時代以上であった。キリシタンは浦上地区の管理を命じられた福岡藩に移送され、天台宗の寺院である源光院が収容所となったが、廃仏毀釈により源光院は1868年に廃止され現存しない。
各国公使は事の次第を本国に告げ、日本政府に繰り返し抗議を行った。さらに翌年には岩倉具視以下岩倉使節団一行が、訪問先のアメリカ大統領ユリシーズ・S・グラント、イギリス女王ヴィクトリア、デンマーク王クリスチャン9世らに、禁教政策を激しく非難され、明治政府のキリスト教弾圧が不平等条約改正の最大のネックであることを思い知らされることになった。欧米各国では新聞がこぞってこの悪辣な暴挙を非難し世論も硬化していた。
そのため、当時の駐米少弁務使森有礼は『日本宗教自由論』を著して禁教政策の継続の難しさを訴え、西本願寺僧侶島地黙雷らもこれにならった。しかし、かつて尊皇攘夷運動の活動家であった政府内の保守派は「神道が国教である（神道国教化）以上、異国の宗教を排除するのは当然である」「キリスト教を解禁してもただちに欧米が条約改正には応じるとは思えない」とキリスト教への反発を隠さず、禁教令撤廃に強硬に反対した。また長年キリスト教を「邪宗門」と信じてきた一般民衆の間からもキリスト教への恐怖から解禁に反対する声が上がったため、日本政府は一切解禁しようとしなかった。なお、仏教界には廃仏毀釈などで神道、およびその庇護者である明治政府との関係が悪化していたため、「共通の敵」であるキリスト教への敵対心を利用して関係を改善しようという動きも存在していた。

### 帰郷
1873年（明治6年）2月24日、日本政府はキリスト教禁制の高札を撤去し、信徒を釈放した。配流された者の数3394名、うち662名が命を落とした。生き残った信徒たちは流罪の苦難を「旅」と呼んで信仰を強くし、1879年（明治12年）、故地・浦上に聖堂（浦上天主堂）を建てた。

## 拷問石と寒ざらしのツル
浦上天主堂の境内の一角には、山口県萩市に配流された信徒らが正座させられ、棄教を迫られた「拷問石」が置かれている。花崗岩の庭の飛び石で、十字架が刻まれている。獄舎では、拷問石の上に太めの茎で編んだ葦簀（よしず）を敷き、全員がその上に座らせられ拷問、説諭を受けた。
その中でも苛烈を極めたのが、22歳の女性・岩永ツルへの拷問であった。彼女は腰巻き1枚の裸にされ、冬の寒い風の吹く中、震えながら石の上に正座させられた。夜になると裸のまま牢に帰され、昼にはまた石の上に正座させられた。1週間目には身体が埋もれるほどの大雪となったが雪の中に晒され続け、18日目には雪の中に倒れたが、それでも棄教しなかったため、役人は改宗を諦めた。彼女は1873年（明治6年）に浦上に帰った後、1925年（大正14年）12月に浦上の十字会で亡くなるまで、生涯を伝道に捧げた。
牢番長だった寺本源七が供養のため、自宅に持ち帰った拷問石とされる石がある。寺本の子孫が保管していたが、1990年（平成2年）に萩教会に譲渡された。その後、「旅」を物語る遺品として譲渡を打診した浦上天主堂に寄贈され、2008年（平成20年）11月23日に石と案内板の除幕式が行われた。翌24日のペトロ岐部と187殉教者の列福式のため、教皇代理として来崎中であったジョゼ・サライバ・マルティンス枢機卿が石を祝福した。

## 鹿児島での処遇
福昌寺 (鹿児島市)の「キリスト教と福昌寺」の項を参照。